# 昭山
昭山（又名招山、马山）坐落在湖南省湘潭市和长沙市交界处的湘江岸边，海拔185米。山下为昭潭。相传周昭王南巡至此，殁入昭潭。北宋书画家米芾将昭山雨后初晴或旭日破晓时雨气氤氲、色彩缤纷的景观描绘成了《山市晴岚图》。昭山遂以“山市晴岚”列入湖南传统“潇湘八景”，现为湖南省级风景名胜区。山顶为古昭山寺，初建于唐代。

## 历史
传说，西周时期，周昭王南巡荆楚，在昭山盘桓数日，并且死在昭潭。
历史上，昭山有屏风夕照、拓岭丹霞、桃林花雨、双井清泉、老虎听经、狮子啸月、古寺飞钟、石岗远帆等景致。
北宋书画家米芾《山市晴岚图》将昭山列入“潇湘八景”之一。

## 地理
昭山在湘潭市岳塘区湘江的东岸易家湾。

## 景点
昭山山顶有昭山寺，山脚有观音寺。
昭山有一条古道，始建于清朝乾隆四十二年（1777年），嘉庆六年（1796年）完工，耗时前后25年。古道长达13110米，用了5000多块花岗岩，贯穿昭山前山和后山。